# Mathenesse (Mensingeweer)
Mathenesse (ook wel: Mattenesse, Matenesse, Mattenes en Matenes) was een borg bij het Groningse dorp Mensingeweer. De borgstee is niet duidelijk meer te herkennen, enkel de oprijlaan resteert.

## Geschiedenis
De naamgever van de borg is naar alle waarschijnlijkheid Willem van Mathenesse, eveneens eigenaar van de borg Mathenesse te Rasquert. Hij was getrouwd met Maria Manninga. De Manninga's waren een geslacht uit Oost-Friesland en zij kwamen door een huwelijk in het bezit van de borg Dijksterhuis te Pieterburen. Maria is geboren in Den Haag en was een dochter van Luirt Manninga en Emerentiana Sonoy. Emerentia was een dochter van de bekende watergeus Diederik Sonoy. Sonoy hertrouwde met  Johanna de Mepsche en woonde tot zijn dood bij zijn dochter op Dijksterhuis. Willem van Mathenesse is geboren in Schiedam en was de zoon van een eveneens bekende watergeus, namelijk Johan van Mathenesse, heer van Mathenesse, een ambachtsheerlijkheid tussen Rotterdam en Schiedam. Willem was een Hollandse edelman en door zijn huwelijk met Maria kwam hij in de Ommelanden terecht. Mathenesse heeft de borg vermoedelijk gekocht van de erfgenamen van Christoffer van Ewsum. 
De eerstvolgende adellijke eigenaar was Hendrik Ferdinand von Inn- und Kniphausen, Heer van de Asingaborg te Ulrum. Na zijn dood nam zijn dochter Anna intrek in Mathenesse. Samen met haar man Joost Lewe heeft zij de borg geheel verbouwd. Na Lewes dood is de borg achtereenvolgens in het bezit geweest van zijn kinderen Hendrik Ferdinand, Anna Aurelia en Everdina Josina. Everdina Josina was getrouwd met Maurits Clant van de Hanckemaborg te Zuidhorn. Zij verkochten de borg en niet lang daarna werd Mathenesse op afbraak verkocht in 1820. Een gelijknamig buitenhuis moest eveneens wijken in 1872 voor de bouw van de huidige boerderij.

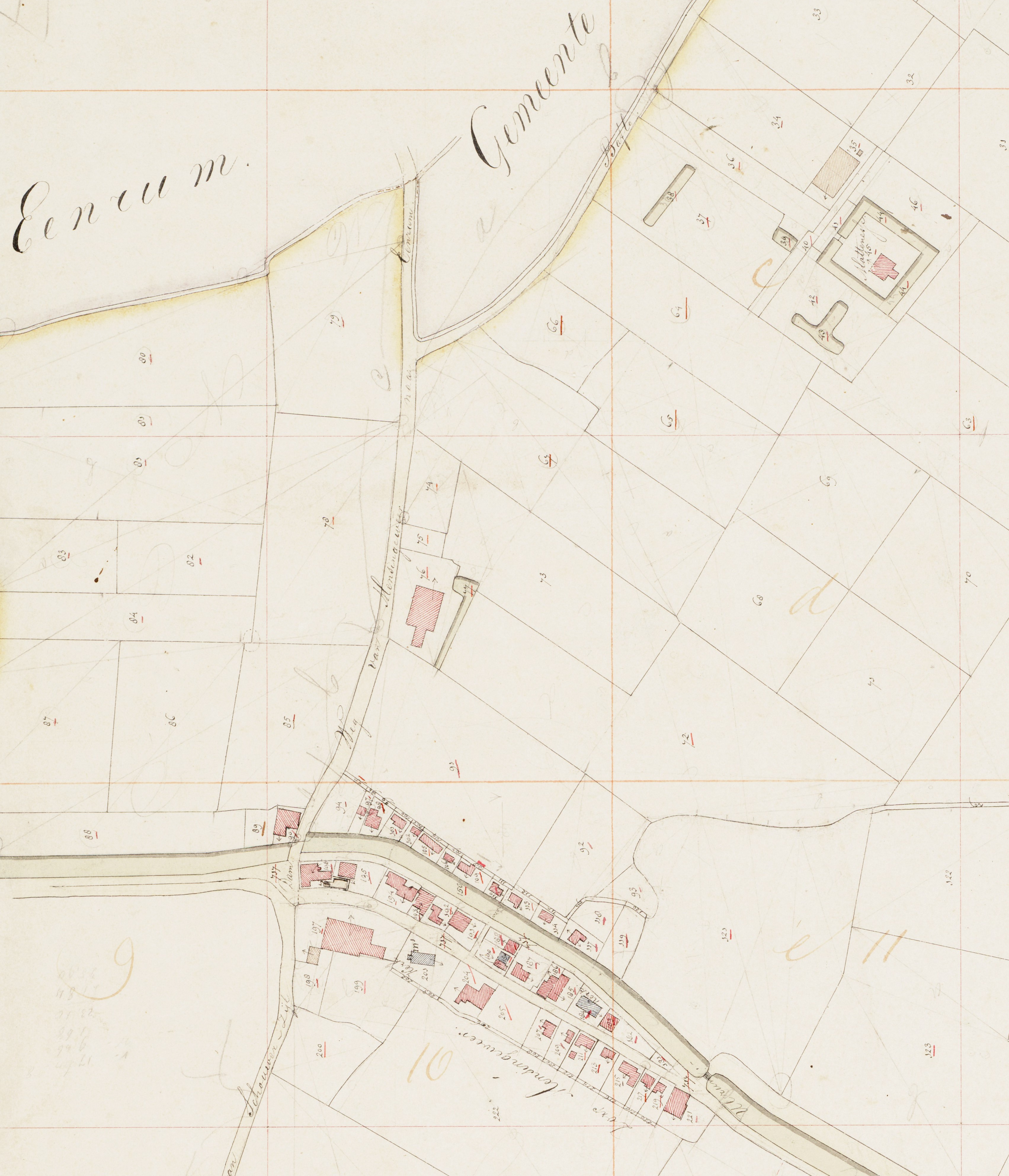
Mathenesse (kadasterkaart, 1832)

## Ligging
Mathenesse bevond zich zo'n 500 meter ten noordoosten van het dorp Mensingeweer aan het Kanaal Baflo-Mensingeweer, met aan de andere kant van het kanaal het dorp Eenrum. Nog verder naar het noordoosten ligt de buurtschap Ernstheem. De oprijlaan naar de borg is nog aanwezig en de borg bevond zich in het verlengde van deze oprijlaan. De borgstee was een omgracht terrein van zo'n 50 bij 40 meter. Aan de noordkant van de oprijlaan stond het schathuis. Rond de borg bevond zich een tuin in Engelse landschapsstijl, die in opdracht van Brongers aangelegd werd. Theodorus Beckeringh vermeldde de borg op zijn kaart als 'Matenes', terwijl de borg op de kaart van Coenders niet weergegeven wordt. 

## Huidige situatie
Door het dempen van de grachten en latere verkavelingen is de borgstee niet meer te herkennen. Enkel de oprijlaan kan nog dienen ter oriëntatie. De weg tussen Mensingeweer en Ernstheem draagt ook de naam Matthenesserweg, evenals een weg rond Rasquert, de Mathenesserweg. Tegenwoordig staat de boerderij 'Mattenesse' bij de vroegere borgstee. De kop-hals-rompboerderij uit 1872 heeft een statig voorhuis met schilddak en kelder. In de achtermuur van de schuur herinnert een gedenksteen aan de bouw. Deze achtermuur heeft ook twee bovenlichten met daarin een beeltenis van een koe en een paard verwerkt.